# Maria Muchavo
Maria Elisa Muchavo (* 26. Juli 1992 in Maputo, Mosambik) ist eine mosambikanische Leichtathletin.
Die in der mosambikanischen Hauptstadt Maputo geborene Maria Muchavo begann bereits mit sieben Jahre mit ihrer sportlichen Betätigung in der Leichtathletik. Bereits seit ihrer Geburt leidet Muchavo an einer Sehbehinderung, sodass sie lediglich Distanzen bis zu 20 Meter sehen kann. Ihr erster Verein war der Núcleo Desportivo de Laulane.
2007 begann Muchavo für Wettbewerbe zu trainieren, 2008 nahm der Sportverein Clube de Desportos Matchedje de Maputo sie auf. Dort wurde der mosambikanische paralympische Sportverband (Federação Moçambicana do Desporto de Pessoas Portadoras de Deficiência) auf sie aufmerksam und sie erhielt zusätzliche Förderungen. 2010 vertrat sie Mosambik erstmals bei einem internationalen Wettbewerb. Ihre Schulausbildung schloss sie an der Escola Secundária Eduardo Mondlane in der Hauptstadt ab.
2011 gewann Muchavo die Bronzemedaille über 200 m T12 Sprint bei den Afrikaspielen in Maputo mit einer Zeit von 27,44 s.
2012 nahm Muchavo als erste paralympische Athletin Mosambiks überhaupt (gemeinsam mit ihrem Kollegen Pita Rondão Bulande) an den Paralympischen Spielen 2012 in London teil. Sie nahm an drei Disziplinen teil (Sprints über 100 m T12, 200 m T12 und 400 m T12), schied jedoch überall in der Vorrunde aus. Bei den Commonwealth-Spielen 2014 in Schottland errang sie im 100 m T12 Spring die Silbermedaille mit einer Zeit von 13,33 s. Bei den IBSA-Weltmeisterschaften 2015 in Seoul errang Muchavo Gold über 100 m T12 Sprint.
Muchavo qualifizierte sich nicht für die Paralympischen Spiele 2016 in Rio de Janeiro. Statt ihrer fuhr Edmilsa Governo.